# Mathildenhöhe
Mathildenhöhe – wzgórze o wysokości 180 m w Darmstadt, stanowiące jeden z ważnych ośrodków niemieckiej secesji. W latach 1899–1914 mieściła się tu kolonia artystyczna Darmstädter Künstlerkolonie . Na wzgórzu znajduje się cerkiew św. Marii Magdaleny, pawilony wystawowe oraz stanowiąca logo miasta Hochzeitsturm (Wieża Ślubów, miejsce ślubu wielkiego księcia heskiego Ernesta Ludwika).
Mieści się tu również Niemiecki Instytut Kultury Polskiej, utworzony z inicjatywy m.in. Karla Dedeciusa, zlokalizowany przy Mathildenhöhweg 2.

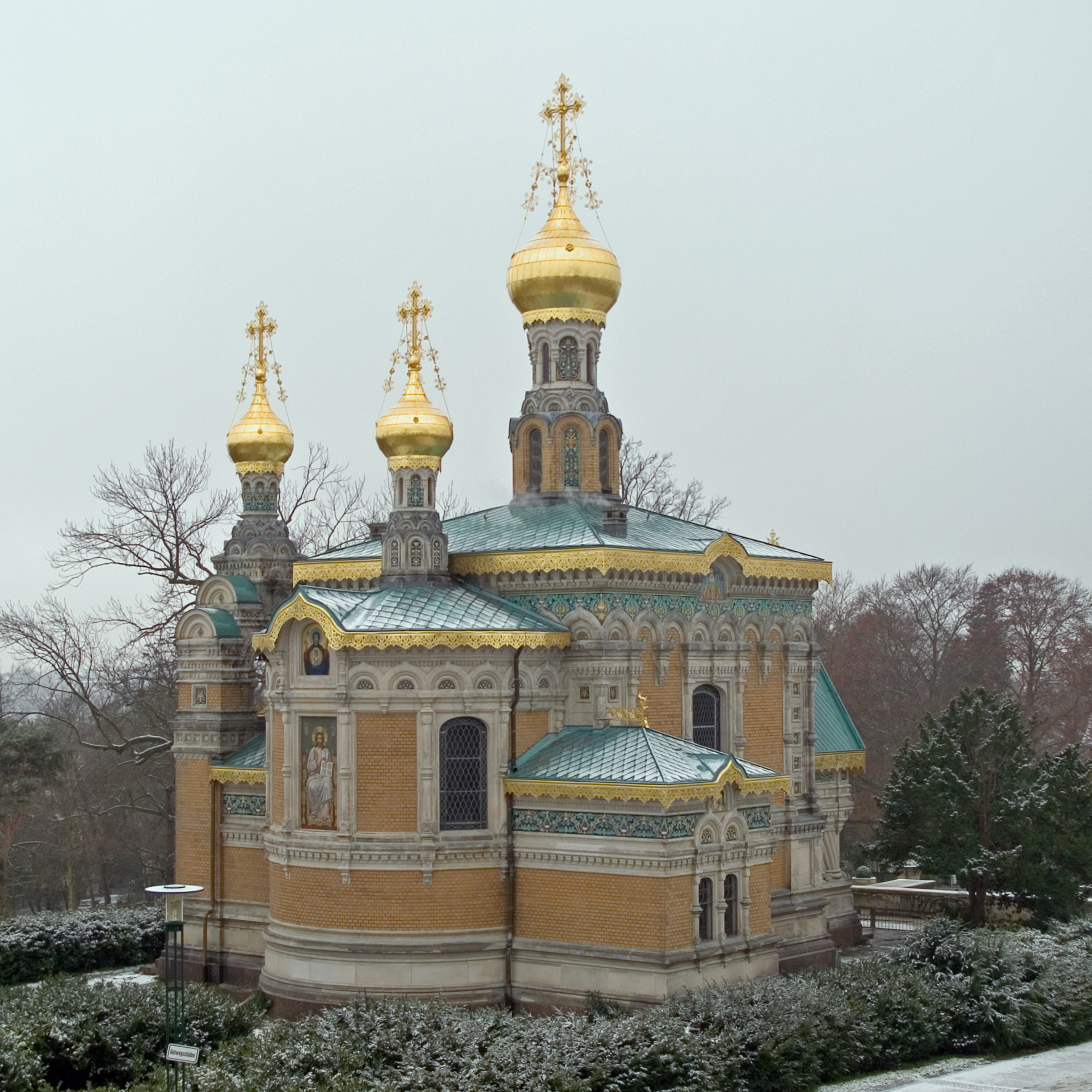
Cerkiew św. Marii Magdaleny
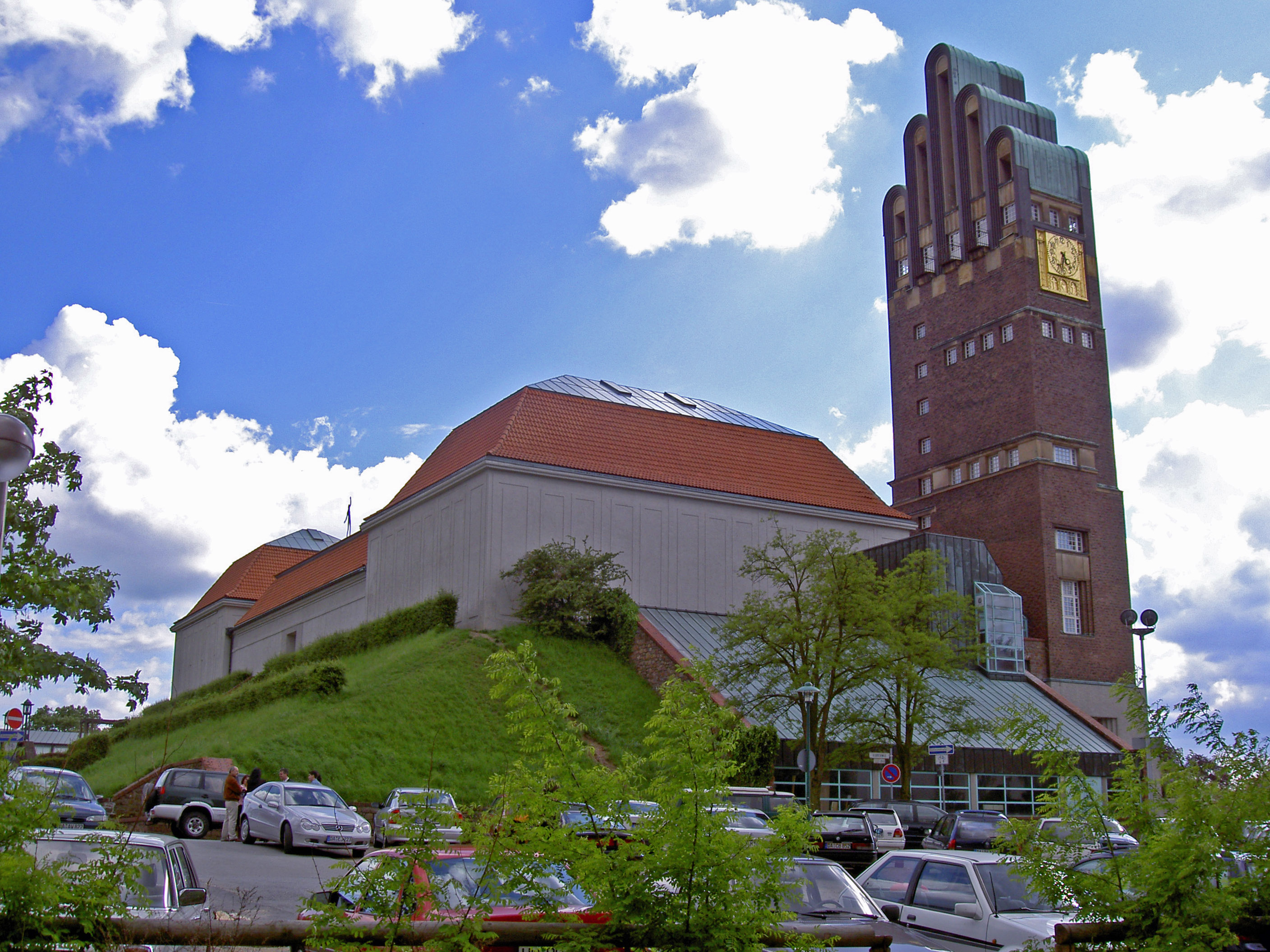
Hochzeitsturm